# 川俣郵便局
川俣郵便局（かわまたゆうびんきょく）は福島県伊達郡川俣町にある郵便局。民営化前の分類では集配普通郵便局であった。

## 概要
住所：〒960-1499 福島県伊達郡川俣町五百田41-1
民営化直前の集配業務再編において、多くの集配普通郵便局は統括センターとなったが、当局は配達センターとされたため、民営化後も郵便事業株式会社の支店は併設されず、集配センターが併設された。

## 沿革
- 1872年8月4日（明治5年7月1日） - 川俣郵便取扱所として開設[1]。
- 1875年（明治8年）1月1日 - 川俣郵便局（五等）となる。同年10月より為替取扱を開始。
- 1879年（明治12年）8月 - 貯金取扱を開始。
- 1894年（明治27年）3月1日 - 川俣郵便電信局となる。
- 1903年（明治36年）4月1日 - 通信官署官制の施行に伴い川俣郵便局となる。
- 1956年（昭和31年）2月 - 局舎新築落成。
- 1957年（昭和32年）12月1日 - 特定郵便局から普通郵便局に局種別改定[2]。
- 1959年（昭和34年）2月18日 - 小島郵便局[3]から電話交換事務の取扱を移管。
- 1966年（昭和41年）3月27日 - 伊達福田郵便局から電話交換事務の取扱を移管。
- 1967年（昭和42年）10月8日 - 電話交換および和文電報配達業務を、川俣電報電話局に移管。
- 1981年（昭和56年）2月16日 - 川俣町字瓦町から、同町字五百田に局舎を新築、移転。
- 1983年（昭和58年）9月1日 - 小綱木簡易郵便局の廃止に伴い、取扱事務を承継。
- 1999年（平成11年）12月20日 - 伊達飯坂簡易郵便局の一時閉鎖[4]に伴い、取扱事務を承継。
- 2000年（平成12年）8月14日 - 外国通貨の両替および旅行小切手の売買に関する業務取扱を開始。
- 2007年（平成19年）10月1日 - 民営化に伴い、併設された郵便事業福島支店川俣集配センターに一部業務を移管。
- 2012年（平成24年）10月1日 - 日本郵便株式会社発足に伴い、郵便事業福島支店川俣集配センターを川俣郵便局に統合。

## 取扱内容
- 郵便、印紙、ゆうパック、内容証明
- 貯金、為替、振替、振込、国際送金、国債、投資信託
- 生命保険、バイク自賠責保険、自動車保険
- ゆうちょ銀行ATM
- 伊達郡川俣町内の一部地域の集配業務

## 周辺
- 川俣町役場
- 国道114号
- 国道349号

## アクセス
- 福島交通バス、川俣町福島市自治体バス 川俣役場前停留所もしくは日和田停留所下車
- 東北自動車道 福島松川スマートICから東へ約17km
- 駐車場あり：18台